# Spinul lui Cristos

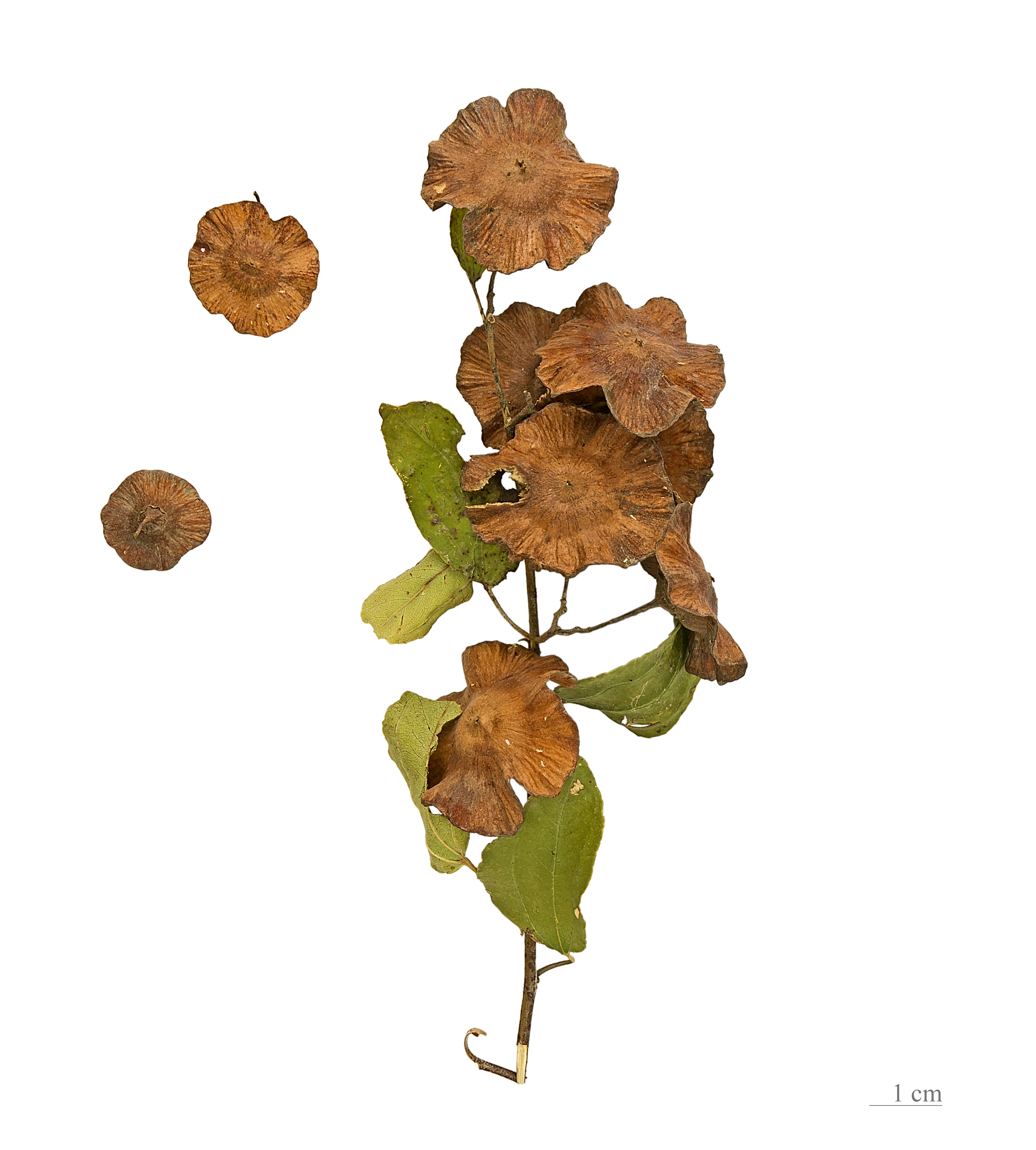
Paliurus spina-christi

Păliurul sau Spinul lui Christos (Paliurus spina christi) este un arbust până la 3 m, des ramificat. 

## Caractere morfologice
- Lujeri anuali geniculați roșcați sau cenușiu roșcați, fin tomentoși, pubescenți, la baza frunzelor câte 2 spini; unul drept, oblic, erect, celălalt mai scurt și recurbat înapoi.
- Muguri au 2 solzi inegali, păroși.
- Frunzele sunt alterne, aproape distice, scurt pețiolate, eliptice, la bază rotunjite, trunchite sau brusc îngustate, pe margini întregi sau foarte mărunt crenat serate, pe față închis verzi, lucitoare, dos mai palide, cu nervuri arcuite ce pornesc de la baza laminei.
- Florile sunt hermafrodite, de tipul 5, mici galbene verzui, în dihazii așezate în raceme axilare. Caliciul rotat cu sepalele, cancave, învelesc la exterior câte o stamină. Ovar 2-3 locular, concrescut aproape complet cu receptacolul. Stil 2-3 divizat.
- Fructul este uscat, subglobulos comprimat, brun gălbui, cu exocarp pielos și sămbure lemnos, de jur împrejur aripat, cu o aripă orientată, circulară, brună sau brun-roșcată ondulată radiar nervată, de 2-3 cm la diametru. * Semințele sunt câte una în fiecare loja, obovate, comprimate.

## Răspândire
Este răspândit în Europa de Sud, Asia de Vest, în România se întâlnește în Dobrogea și județele Arad, Mehedinți și Giurgiu.